# مویلنسور
مویلنسور (نام علمی: Muyelensaurus) نام یک سرده از زیرراسته سوسمارپاشکلان است. سنگواره های مویلنسور در نئوکن در آرژانتین یافت شده اند.